# Ptinus feminalis
Ptinus feminalis là một loài bọ cánh cứng trong họ Ptinidae. Loài này được Fall miêu tả khoa học năm 1905.